# Koninklijke Cambodjaanse luchtmacht
De Koninklijke Cambodjaanse luchtmacht is de luchtmacht van het Zuidoost-Aziatische land Cambodja. De gehele luchtmacht is gevestigd bij de stad Phnom Penh. Een tweede niet-permanente basis bevindt zich bij Battambang.

## Geschiedenis
Na de onafhankelijkheid van Cambodja van Frankrijk op 9 november 1953 werd op 1 april 1954 met Franse steun de Cambodjaanse luchtmacht opgericht. In de begindagen kreeg het een Franse Douglas DC-3 en kocht het één Cessna 170 en twee Cessna 180's.
In 1961 kreeg de Cambodjaanse luchtmacht haar eerste straaljagers van Frankrijk: vier Fouga Magisters. Het land sloot zich politiek gezien vervolgens aan bij de Verenigde Staten, waarvan het nog enkele vliegtuigjes kreeg en ook twee Sikorsky H-19-helikopters.
Later keerde Cambodja zich tot de Sovjet-Unie, hetgeen leidde tot de levering van toestellen uit dat land zoals Antonov An-2's en Mil Mi-4-helikopters. In 1963 kocht Cambodja er haar eerste gevechtsvliegtuigen, drie MiG-17's en een MiG-15. Het volgende jaar volgden nog eens negen MiG-17's.
Steun werd ook gezocht bij de Volksrepubliek China, dat eind 1964 nog enkele MiG-15's en MiG-17's leverde. De Chinezen hielpen ook met de aanleg van luchtmachtbases. Ook de Fransen steunden Cambodja nog altijd en leverden zes Dassault Flamants en veertien Douglas AD-1's.
In 1969 werd Cambodja betrokken bij de Vietnamoorlog toen de Amerikanen Vietcongkampen bombardeerden in het land. In 1970 kreeg het te maken met een staatsgreep, waarna een burgeroorlog uitbrak. Die eindigde met de machtsovername van de Rode Khmer in 1975. Meer dan honderd toestellen van de luchtmacht vluchtten daarop naar Thailand.
Toen de Rode Khmer een Amerikaans oorlogsschip kaapten, verloor de luchtmacht nog eens een hoop toestellen, die werden vernietigd bij de Amerikaanse vergelding. De Cambodjaanse luchtmacht bestond op dat moment praktisch niet meer. Doch steunde China het Rode Khmer-regime en leverde in 1977 zestien Shenyang F-6-jachtvliegtuigen in de vorm van bouwkits.
In 1979 viel Vietnam Cambodja binnen, verdreef de Rode Khmer en installeerde een nieuw regime. Dat regime zocht steun bij de Sovjet-Unie, terwijl de Rode Khmer met steun van China en Thailand een guerrillaoorlog begonnen. In 1986 leverden de Russen 21 MiG-21's, maar enkele jaren later stopte de steun en werden de toestellen niet langer vliegwaardig.
In 1993 werden voor het eerst verkiezingen gehouden en werd de vroegere koning in functie hersteld. De luchtmacht werd de Koninklijke Cambodjaanse luchtmacht en nam haar huidige roundel aan. Met de hulp van buitenlandse geldsteun konden nieuwe toestellen gekocht worden. Het merendeel van het materieel staat bij gebrek aan geld, kennis en onderdelen echter al jaren aan de grond.

## Inventaris
| Toestel                 | Versie(s)   | # (or.)      | Rol                    | Herkomst            |             |
| Vliegtuigen             | Vliegtuigen | Vliegtuigen  | Vliegtuigen            | Vliegtuigen         | Vliegtuigen |
| ----------------------- | ----------- | ------------ | ---------------------- | ------------------- | ----------- |
| Aero L-39               |             | 6            | training lichte aanval | Tsjechië            |             |
| Antonov An-24           | An-24RV     | 3            |                        | Rusland             |             |
| Antonov An-26           | An-26B      | 0 (1)        |                        | Oekraïne            |             |
| Britten-Norman Islander | BN-2A       | 3            | varia                  | Verenigd Koninkrijk |             |
| Harbin Y-12             | Y-12 II     | 2            | varia transport        | China               |             |
| MiG-21                  | B UM        | 0 (19) 0 (3) | gevecht                | Sovjet-Unie         |             |
| Tecnam P92              |             | 6            |                        | Italië              |             |
| Helikopters             |             |              |                        |                     |             |
| Eurocopter Ecureuil     | SA350B      | 3            | varia                  | Frankrijk           |             |
| Eurocopter Dauphin      | SA365       | 1            | varia                  | Frankrijk           |             |
| Mil Mi-8                |             | 12           | transport              | Sovjet-Unie         |             |
| Mil Mi-17               |             | 7            | transport              | Sovjet-Unie         |             |
| Mil Mi-26               |             | 2            | transport              | Sovjet-Unie         |             |
| UH-1 Iroquois           |             | ?            | varia                  | Verenigde Staten    |             |